# Ustrój polityczny Nikaragui
Nikaragua jest republiką prezydencką. Obecna Konstytucja Nikaragui pochodzi z 2021 roku.
W Nikaragui z pluralnym systemem politycznym mamy do czynienia od lat osiemdziesiątych.
Od 2007 roku rządy sprawuje prezydent Daniel Ortega (stan na 2023 rok), któremu zarzuca się wprowadzenie faktycznej dyktatury, kultu swojej osoby, zmarginalizowanie parlamentu i przejęcie wymiaru sprawiedliwości, prześladowanie opozycji oraz fałszowanie kolejnych wygranych przez siebie wyborów.

## Władza wykonawcza
Władzę wykonawczą sprawuje Prezydent Nikaragui, który jest równocześnie głową państwa i szefem rządu. Przysługuje mu prawo weta.
Prezydent jest wybierany wraz z wiceprezydentem na sześcioletnią letnią kadencję (do 2025 kadencja trwała 5 lat). Wraz z nowelizacją konstytucji w 2014 roku zniesiono zakaz reelekcji prezydenta.

## Władza ustawodawcza
Władzę ustawodawczą sprawuje jednoizbowe Zgromadzenie Narodowe.

## Sądownictwo
Władzę sądowniczą sprawują niezawisłe sądy.